# 시내암

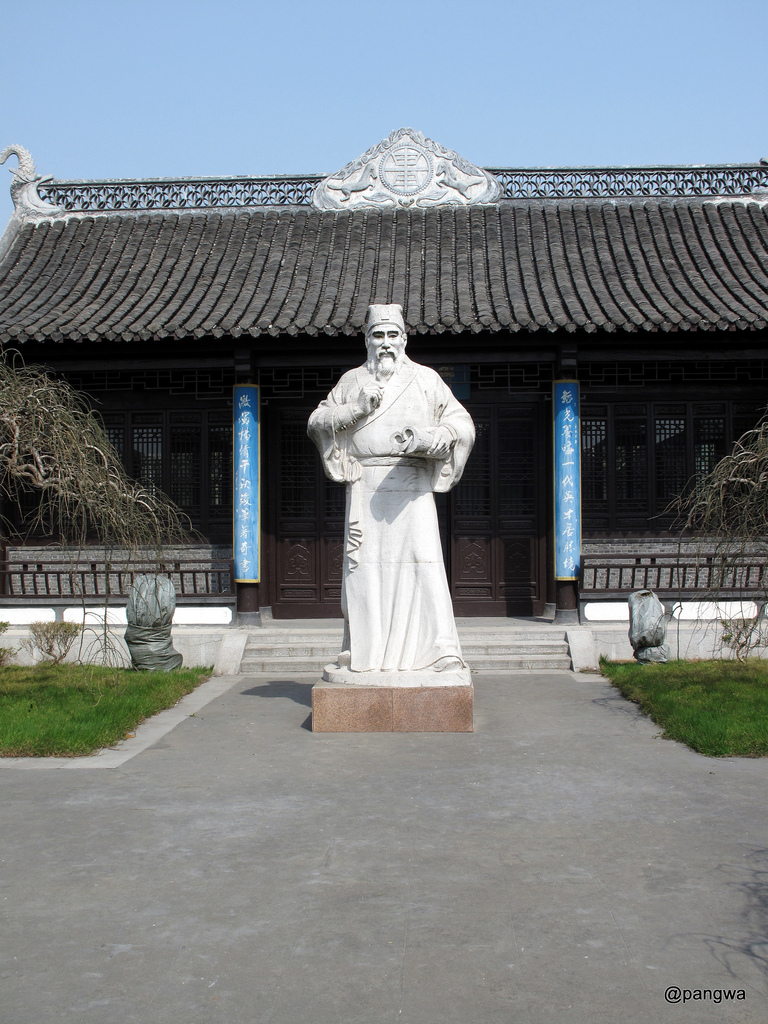
중화인민공화국 장쑤성 옌청시 다펑구에 있는 시내암 동상(2010년)

시내암(중국어 정체자: 施耐庵, 병음: Shī Nài'ān 스나이안[*], 1296년? ~ 1372년?)은 《수호전》을 쓴 사람으로 알려져 있는 중국의 작가다. 호는 내암(耐庵), 보명(譜名)은 언단(彦端), 다른 이름으로는 자안(子安)이 있다.
장쑤성 출신으로 알려져 있다. 뱃사공 가정에서 태어나 어렸을 때부터 수상 생활을 했다. 13살 때부터 사숙을 다녔고 19살 때 수재, 29살 때 거인, 35살 때 진사에 올랐지만 관직을 떠나 고향에 은거하면서 집필 활동에 힘썼다.
1400년 전후로 홀로 또는 그의 문하생이었던 나관중과 함께 《수호전》을 썼다. 2011년부터 중국 장쑤성 싱화시에서 시내암의 이름을 딴 시내암 장편서사 문학상을 수여하고 있다.